# Dziadek z Wehrmachtu

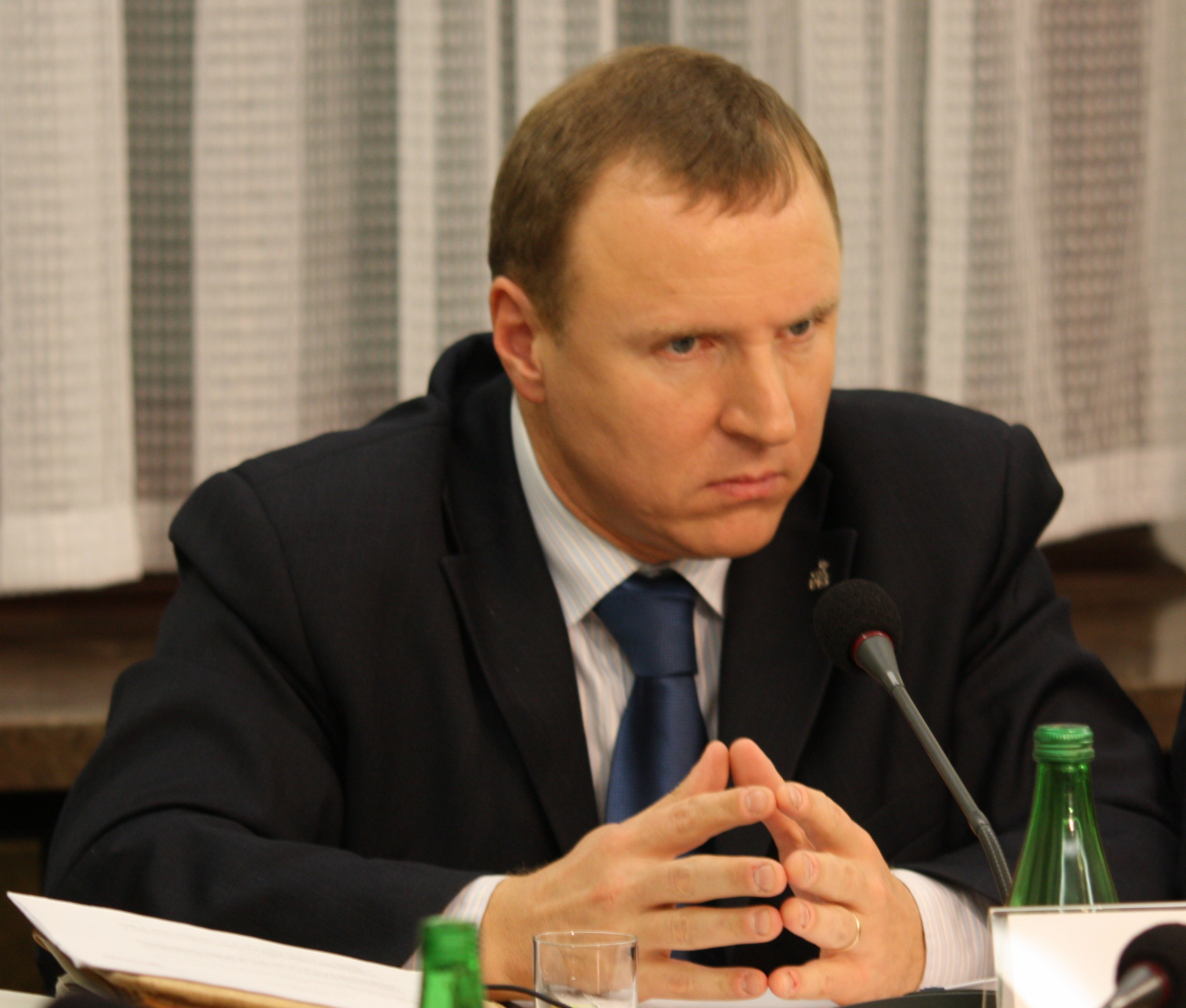
Jacek Kurski

Dziadek z Wehrmachtu – słowa, którymi polityk i dziennikarz Jacek Kurski przed wyborami prezydenckimi w październiku 2005 określił dziadka Donalda Tuska, Józefa Tuska w wywiadzie udzielonym tygodnikowi „Angora”. Był to element kampanii wyborczej na urząd prezydenta Rzeczypospolitej Polskiej.

## Geneza
Jacek Kurski powiedział: Poważne źródła na Pomorzu mówią, że dziadek Tuska zgłosił się na ochotnika do Wehrmachtu. Wcześniej Kurski wynajął niemiecką kancelarię adwokacką w celu poszukiwania informacji w tym zakresie. Wypowiedź, która zyskała rozgłos, spowodowała, że Jacek Kurski został wykluczony ze sztabu wyborczego Prawa i Sprawiedliwości, a Lech Kaczyński przeprosił Donalda Tuska w debacie telewizyjnej za te słowa. Przeprosiny zostały przyjęte, choć Donald Tusk zaznaczył, że nie znajduje zrozumienia dla takiego sposobu prowadzenia kampanii. Sztab wyborczy PiS twierdził jednak, że za „aferę z Wehrmachtem” odpowiedzialność ponoszą Donald Tusk i jego współpracownicy. Jacek Kurski po decyzji sądu koleżeńskiego powiedział, że popełnił pomyłkę, a nie dopuścił się oszczerstwa. Miał też powiedzieć: Z tym Wehrmachtem to lipa, ale idziemy w to, ciemny lud to kupi. Te słowa przytaczano jeszcze bardzo długo, a Kurski uzyskał przydomek „bulteriera Kaczyńskiego”.
W pierwszym sondażu przeprowadzonym po ujawnieniu tej informacji Donald Tusk wygrywał z Lechem Kaczyńskim 57:43. Ostatecznie wybory prezydenckie wygrał Lech Kaczyński wynikiem 54%:46%.
Poszukiwania dziennikarskie TVP i TVN potwierdziły, że Józef Tusk służył w Wehrmachcie, jednak nie jako ochotnik.

## Późniejsze funkcjonowanie
W 2018 redaktor naczelny „Pomeranii” Sławomir Lewandowski stwierdził na łamach tegoż pisma: Słysząc i czytając po raz kolejny o „dziadku z Wehrmachtu”, odnoszę wrażenie, że dla niektórych nawet 100 lat to za mało, aby nadrobić braki w wiedzy historycznej, która pozwoliłaby poznać losy swoich rodaków z Pomorza czy ze Śląska.
Do całej sprawy odniósł się Donald Tusk, gdy zabrał głos po ponownym wybraniu na premiera 11 grudnia 2023.